# 2474 Ruby
2474 Ruby este un asteroid din centura principală, descoperit pe 14 august 1979 de Zdeňka Vávrová.